# Korbær
Korbær (Rubus caesius) er en halvbusk, der i Danmark f.eks. vokser i skove, på gærder og strandskrænter. Den ligner Brombær, men er spinklere og har næsten rette torne. Desuden er årsskuddene kun op til 5 mm tykke og blåduggede.

## Beskrivelse
Korbær er en lav busk med overhængende vækst. Barken er først lysegrøn og tæt besat med børster og tynde torne. Hele skuddet er dækket af et lyseblåt vokslag. Senere bliver barken brun, og på gamle grene kan den være opsprækkende. Knopperne sidder spredt, de er lysegrønne og lidt lasede.
Bladene er trekoblede med ægformede småblade. Randen er groft takket, og de to af småbladene har hver én stor lap på ydersiden. Begge sider er græsgrønne, undersiden dog samtidig rynket. Høstløvet er klart rødt. Blomstringen sker midt på sommeren. De hvide blomster sidder i fåtallige toppe på lange, svagt tornede skud. Frugterne ligner brombær med kun 3-4 af de småfrugter, som danner "bærret". Skindet er sort med lyseblåt vokslag.
Korbær har et kraftigt rodnet. Planten fremkalder jordtræthed.
Højde x bredde og årlig tilvækst: 0,75 x 5 m (75 x 75 cm/år).

## Voksested
Korbær vokser i det meste af Europa og det nordlige Asien, hvor den optræder som pionerart i skovbryn og lysninger, på overdrev, ved grøfter, langs vandløb og i krat sammen med andre fugtelskende buske og stauder.
I Danmark er den almindelig i størstedelen af landet i skove og krat, på gærder og strandskrænter.
| Portal | Portal:Botanik |